# Petite rivière Manitou
Pour les articles homonymes, voir Manitou et Rivière Manitou.
La Petite rivière Manitou est un affluent de la rivière Manitou, coulant dans le territoire non organisé de Lac-Jérôme, dans la municipalité régionale de comté (MRC) de la Minganie, dans la région administrative de la Côte-Nord, dans la province de Québec, au Canada.
Elle coule dans un territoire sans accès carrossable. La route la plus proche est la route 138 qui longe la rive nord du golfe du Saint-Laurent.

## Géographie
La Petite rivière Manitou prend son origine d'un lac non identifié[réf. nécessaire] dans le territoire non organisé de Lac-Jérôme, dans la MRC de la Minganie.
Le cours de la Petite rivière Manitou descend vers le sud entre la rivière Sheldrake (côté est) et la rivière Manitou (côté ouest).
À partir de l'embouchure du lac de tête, le cours de la Petite rivière Manitou descend sur 55,1 km, avec une dénivellation de 419 m, selon les segments suivants:
Cours supérieur de la Petite rivière Manitou (segment de 31,4 km)
- 5,7 km d'abord vers le sud, jusqu'à un T de rivière, puis vers l'ouest en formant un crochet vers le sud; finalement en traversant un lac (longueur: 0,6 km; altitude: 644 m) vers la sud, jusqu'à son embouchure;
- 3,9 km vers le sud-ouest, d'abord en traversant un lac (longueur: 0,7 km; altitude: 644 m), puis en traversant l'extrémité ouest d'un second lac, jusqu'à un coude de rivière, correspondant à la décharge (venant de l'est) d'un petit lac;
- 7,2 km vers l'ouest d'abord en traversant quatre petits lacs, puis en formant quelques crochets surtout en zones de rapides, jusqu'à un coude de rivière;
- 6,4 km vers le sud dans une vallée de plus en plus encaissée, formant un petit crochet vers l'ouest, puis descendant relativement en ligne droite, jusqu'à un coude de rivière correspondant à la décharge (venant de l'ouest) d'une ensemble de lacs;
- 8,2 km vers le sud en traversant un lac (longueur: 3,3 km; altitude: 462 m), jusqu'à son embouchure;

Cours inférieur de la Petite rivière Manitou (segment de 23,7 km)
- 2,7 km vers l'est formant un crochet vers le sud, puis à nouveau vers l'est, jusqu'à la décharge (venant du nord) d'une rivière;
- 8,6 km vers le sud, en traversant un lac non identifié (longueur: 2,0 km; altitude: 455 m) sur sa pleine longueur, jusqu'à un coude de rivière; puis vers l'est jusqu'à un coude de rivière correspondant à la décharge (venant de l'est) d'un lac;
- 5,2 km vers le sud-est dans une vallée encaissée, jusqu'à un coude de rivière, correspondant à la décharge (venant de l'ouest) d'un lac;
- 3,3 km vers le sud-est, jusqu'à un coude de rivière correspondant à la décharge (venant de l'est) d'un lac;
- 3,9 km vers le sud, en formant d'abord une boucle vers le nord, un grand S, une boucle vers le sud, puis s'orientant vers le sud-est, jusqu'à son embouchure[2].

La Petite rivière Manitou se jette dans la rivière Manitou en rive gauche, soit à 0,55 km en amont du lac du Canot, à 4,9 km en aval du lac Manitou. Cette confluence est située à 46 km au nord-ouest de la confluence de la rivière Manitou avec le golfe du Saint-Laurent.
À partir de l'embouchure de la Petite rivière Manitou le courant suit le cours de la rivière Manitou sur 56,8 km pour aller se déverser sur la rive nord du golfe du Saint-Laurent.

## Toponymie
Le toponyme « Petite rivière Manitou » est lié au toponyme « rivière Manitou » dont il est un affluent.
Le toponyme « Petite rivière Manitou » a été officialisé le 5 décembre 1968.